# Permissionsmössa m/1952
Permissionsmössa m/1952 var en båtmössa som användes inom försvarsmakten.

## Utseende
Den är av gråbrungrönt diagonaltyg och  utformad som en båtmössa. Den är försedd med svettrem samt uppslag och på den anbringas ett natinalitetstecken m/1941 för manskap, mössmärke m/1946-1952 för underbefäl och mössmärke m/1946 för underofficerare och officerare.

## Användning
Mössan användes av hela armén till Permissionsuniform m/1952.